# Pierrevert (AOC)
Pour la commune, voir Pierrevert.
Le pierrevert est un vin d'appellation d'origine contrôlée produit sur la rive droite de la Durance, schématiquement sur l'axe délimité par les communes de Corbières, et de Villeneuve, en passant par Manosque, auquel il convient d'ajouter un terroir singulier sur la commune de Quinson.

## Histoire

### Antiquité
Lors de la conquête des Gaules, sur ce territoire vivent les Albiques, tribu celto-ligure des Alpes méridionales. En 49 av. J.-C., César qui a passé le Rubicon décide de réduire Massalia, alliée de Pompée. La cité phocéenne fait appel aux Albiques. Le siège est mis. Pour la seconde fois César, dans ses Commentaires sur la Guerre des Gaules signale l'utilisation de tonneaux par les assiégés.
En 122, une dame de la suite d'Hadrien, Eelia Faustina, épouse de l'ancien consul Titus Pollion, préteur impérial, va prendre les eaux à Gresols. À la fin de son séjour, elle fait graver une dédicace en l'honneur de « Nymphis Griselicis », protectrice de la source.

### Moyen Âge
En 960, Jean III, l'évêque de Sisteron, donne à dom Maïeul de Cluny, sur le site de Ganagobie, les églises dédiées à la Vierge et à Jean le Baptiste. Le prieuré clunisien de Ganagobie va être richement doté en terres et en vignes autour de Manosque et dans le Diois.
Au milieu du XIIIe siècle, ce prieuré contrôlait quatorze monastères en Haute Provence.
Les Templiers puis les Hospitaliers de Saint-Jean de Jérusalem furent seigneurs de Manosque. Ce furent eux qui du XIIe siècle jusqu'à la Révolution firent cultiver et entretenir le vignoble pour leur compte.

### Époque moderne
Ce terroir, qui jouxte la ville de Manosque, fut beaucoup plus étendu avant le phylloxéra. Il s'étendait sur les deux rives de la Durance et remontait jusqu'aux portes de Sisteron.

### Époque contemporaine

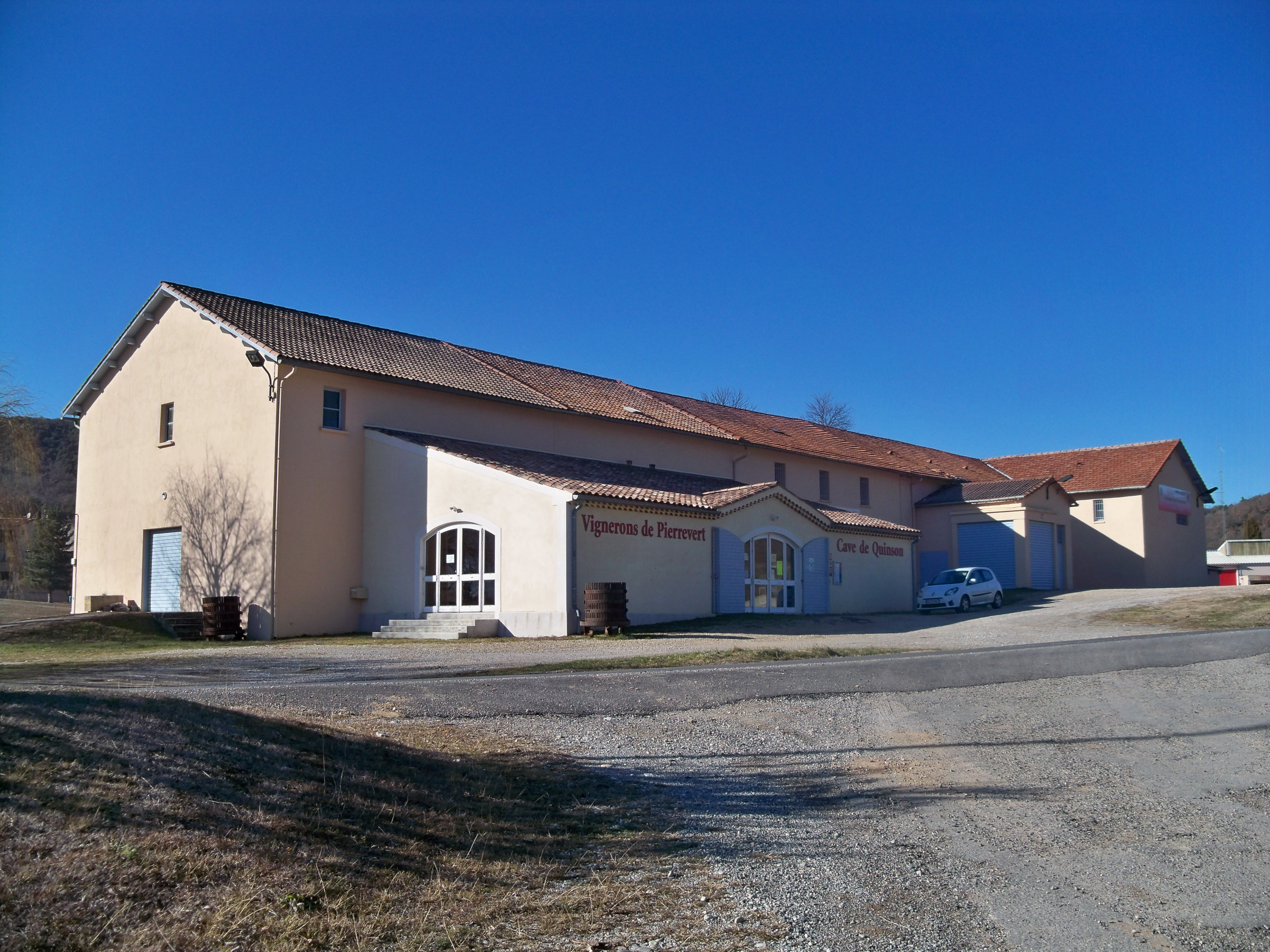
Cave coopérative de Quinson

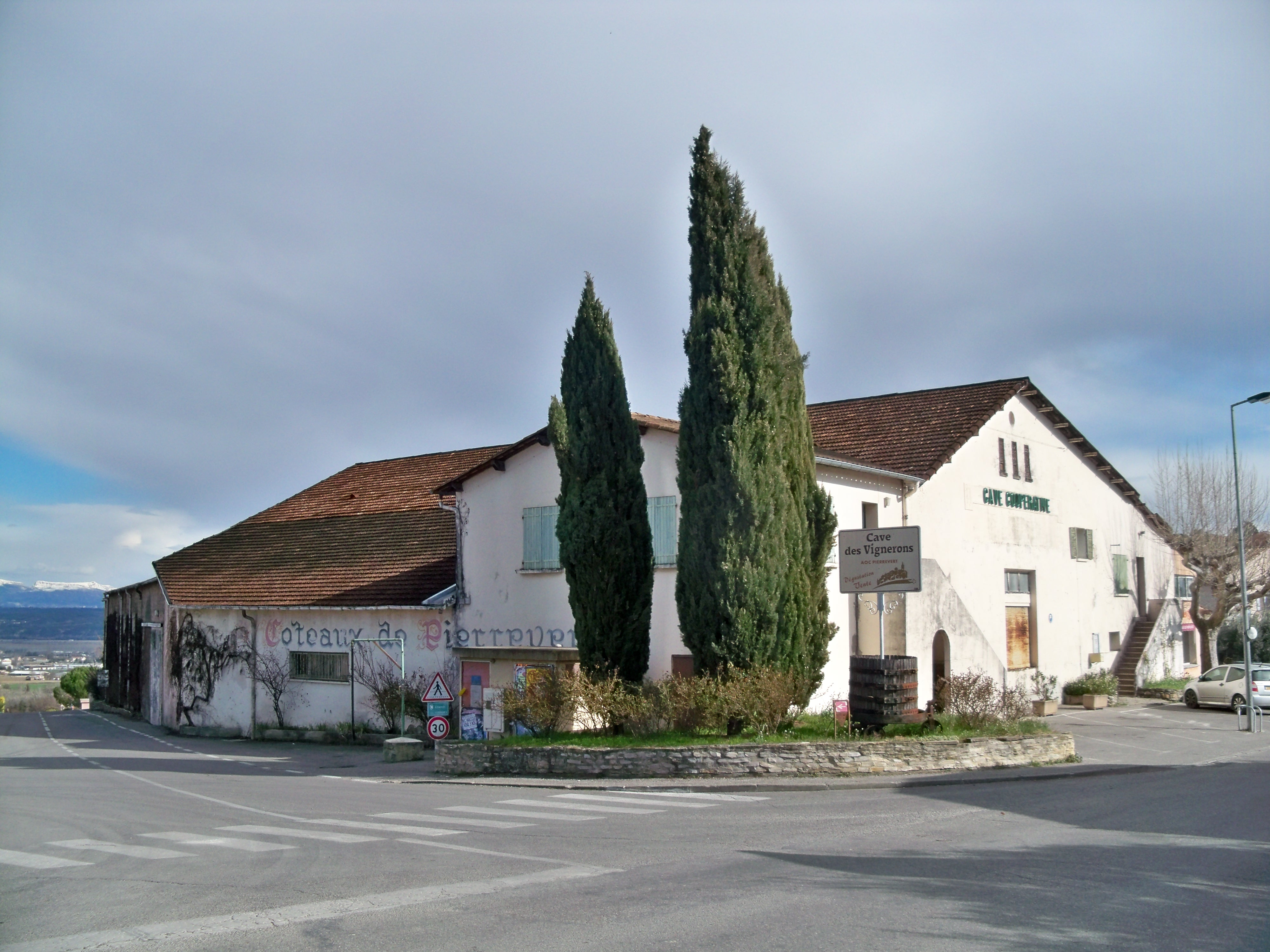
Cave coopérative de Pierrevert

Le décret du 1er juillet 1998 est reconnue initialement sous le nom « coteaux-de-pierrevert ».

## Géographie
Ce vignoble est situé entre celui de la vallée du Rhône et l'aire de production des côtes-de-provence.

### Climatologie
Même si la région reçoit l'influence vivifiante des Alpes toutes proches, ce terroir viticole est soumis à un climat méditerranéen d'intérieur, dit tempéré continental, très semblable à celui que l'on trouve dans le reste de la Provence à basse altitude. Les hivers sont frais, avec des gelées fréquentes, tandis que les étés sont très chauds et secs, avec quelquefois des orages. La température moyenne mensuelle varie entre 5,5 °C en janvier et 23,5 °C en juillet, avec 13,5 °C de température moyenne. L'amplitude thermique diurne moyenne est assez élevée (10 °C en hiver, 15 °C en été), la moyenne annuelle des précipitations est d'environ 700 mm et le vignoble reçoit environ 2 800 heures d'ensoleillement par an.
| Mois                              | jan. | fév. | mars | avril | mai | juin | jui. | août | sep. | oct. | nov. | déc. | année |
| --------------------------------- | ---- | ---- | ---- | ----- | --- | ---- | ---- | ---- | ---- | ---- | ---- | ---- | ----- |
| Température minimale moyenne (°C) | 0    | 0    | 3    | 5     | 9   | 13   | 15   | 15   | 12   | 8    | 4    | 1    | 6,5   |
| Température moyenne (°C)          | 4,5  | 5,5  | 8,5  | 11    | 15  | 19,5 | 22   | 22   | 18   | 13,5 | 8,5  | 5    | 12,7  |
| Température maximale moyenne (°C) | 9    | 11   | 14   | 17    | 21  | 26   | 29   | 29   | 24   | 19   | 13   | 9    | 18    |
| Précipitations (mm)               | 26,9 | 24,3 | 23,8 | 44    | 40  | 27,9 | 20,9 | 32,7 | 45,9 | 53,5 | 52,4 | 30,7 | 482,8 |

| Diagramme climatique                                  |         |         |       |       |          |          |          |          |         |         |        |
| J                                                     | F       | M       | A     | M     | J        | J        | A        | S        | O       | N       | D      |
| 9026,9                                                | 11024,3 | 14323,8 | 17544 | 21940 | 261327,9 | 291520,9 | 291532,7 | 241245,9 | 19853,5 | 13452,4 | 9130,7 |
| Moyennes : • Temp. maxi et mini °C • Précipitation mm |         |         |       |       |          |          |          |          |         |         |        |

## Vignoble

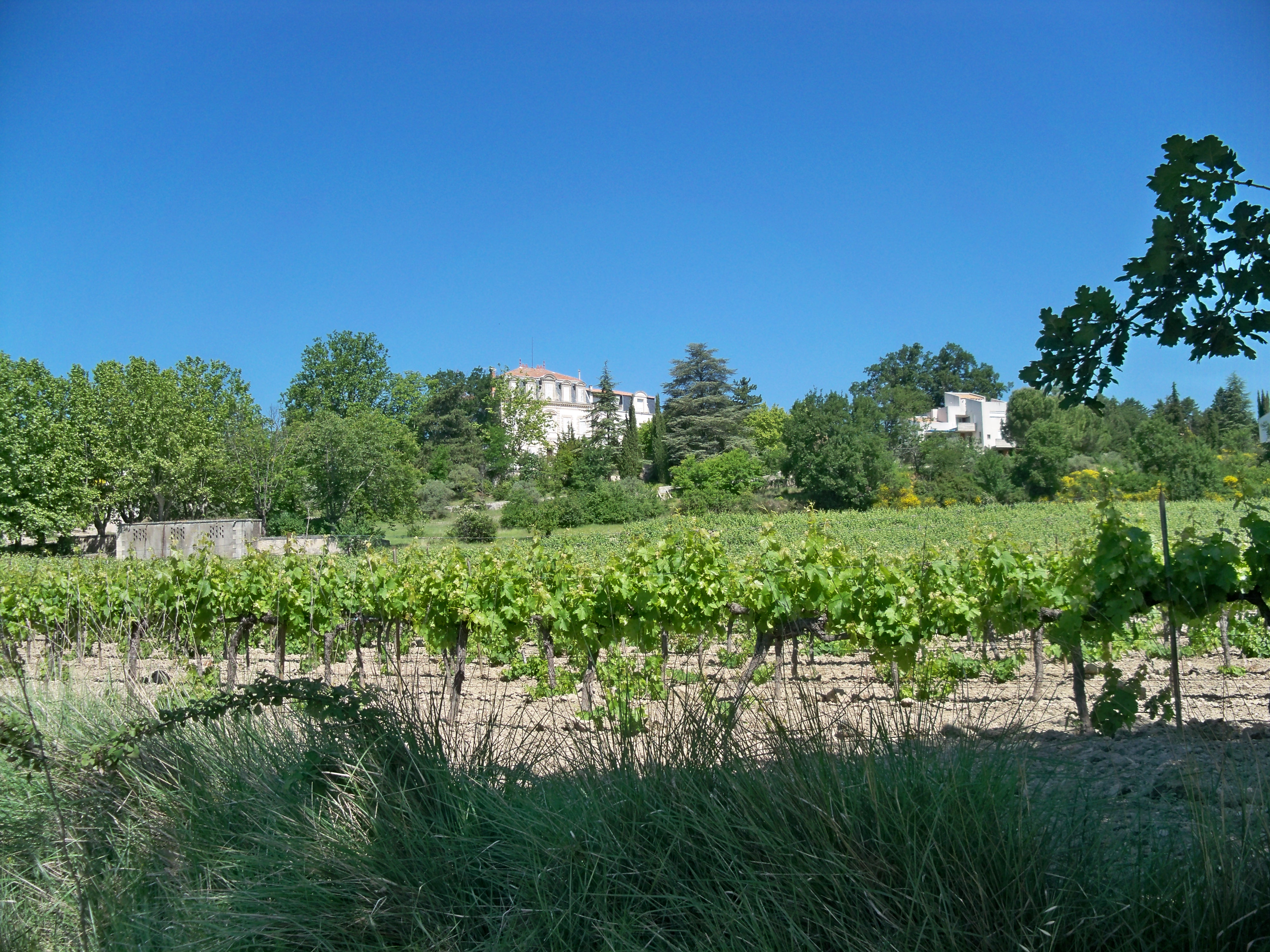
Domaine viticole de l'AOC Pierrevert

### Présentation
Les communes productrices sont : Corbières, Gréoux-les-Bains, Manosque, Pierrevert, Quinson, Saint-Laurent-du-Verdon, Sainte-Tulle, Villeneuve et Volx.
Les communes de Montfuron et Saint-Martin-de-Brômes, bien que dans le périmètre de l'AOC, ne produisent pas de vin.

### Encépagement
Les cépages rouges sont : grenache noir, syrah, carignan, téoulier et cinsault.
Les cépages blancs sont : grenache blanc, vermentino, ugni blanc, clairette et roussanne.

## Terroir et vin
Il se présente en rouge, rosé et blanc. En fonction de leur robe, ils peuvent traditionnellement accompagner les viandes rouges ou blanches, le gibier ou les venaisons, les poissons d'eau douce, et toute la cuisine de Haute Provence.

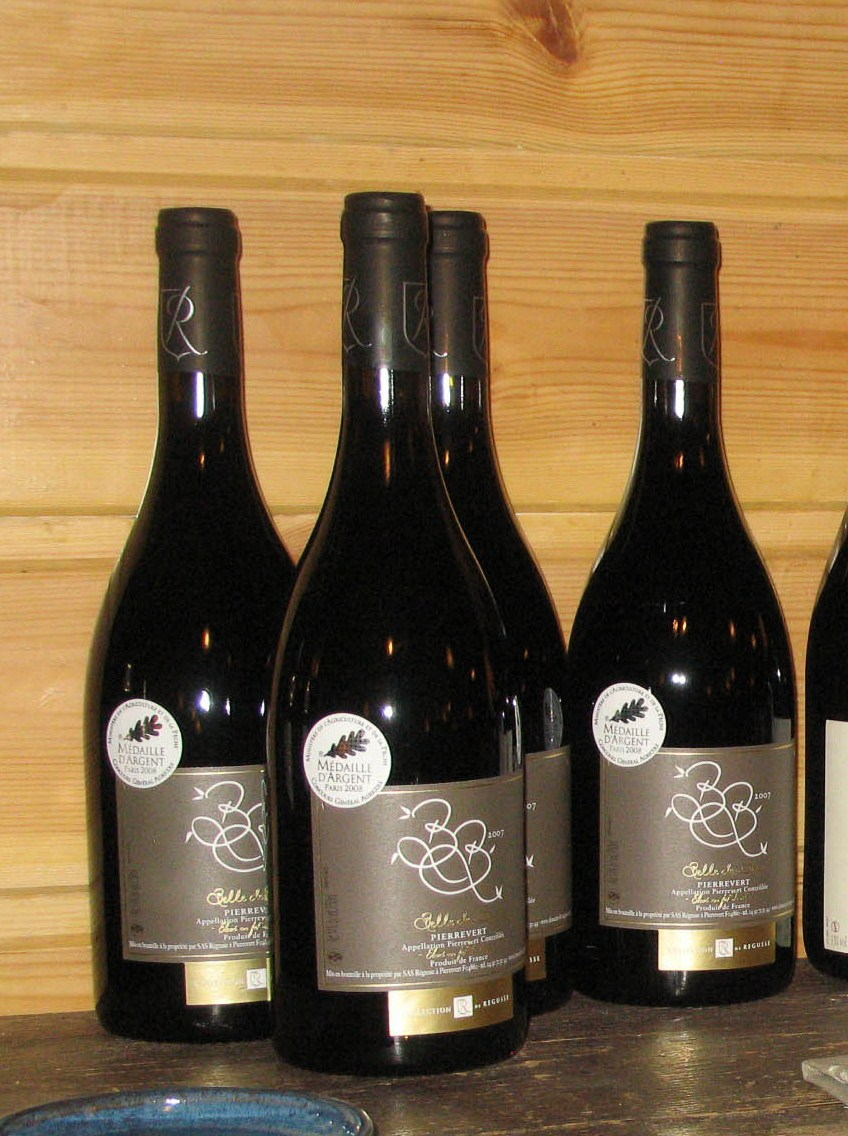
Pierrevert AOC, Domaine de Régusse
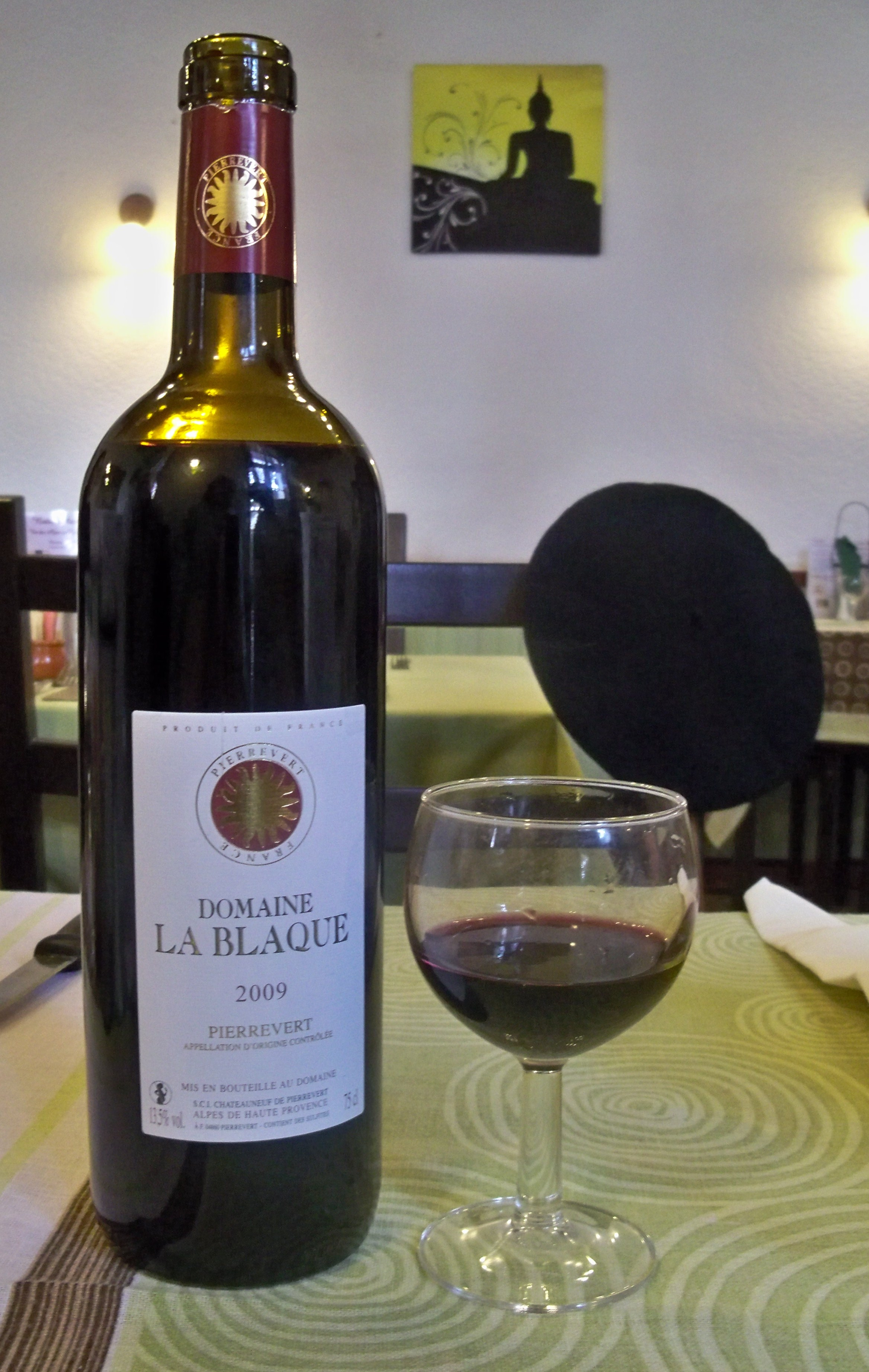
AOC Pierrevert rouge, domaine de la Blaque
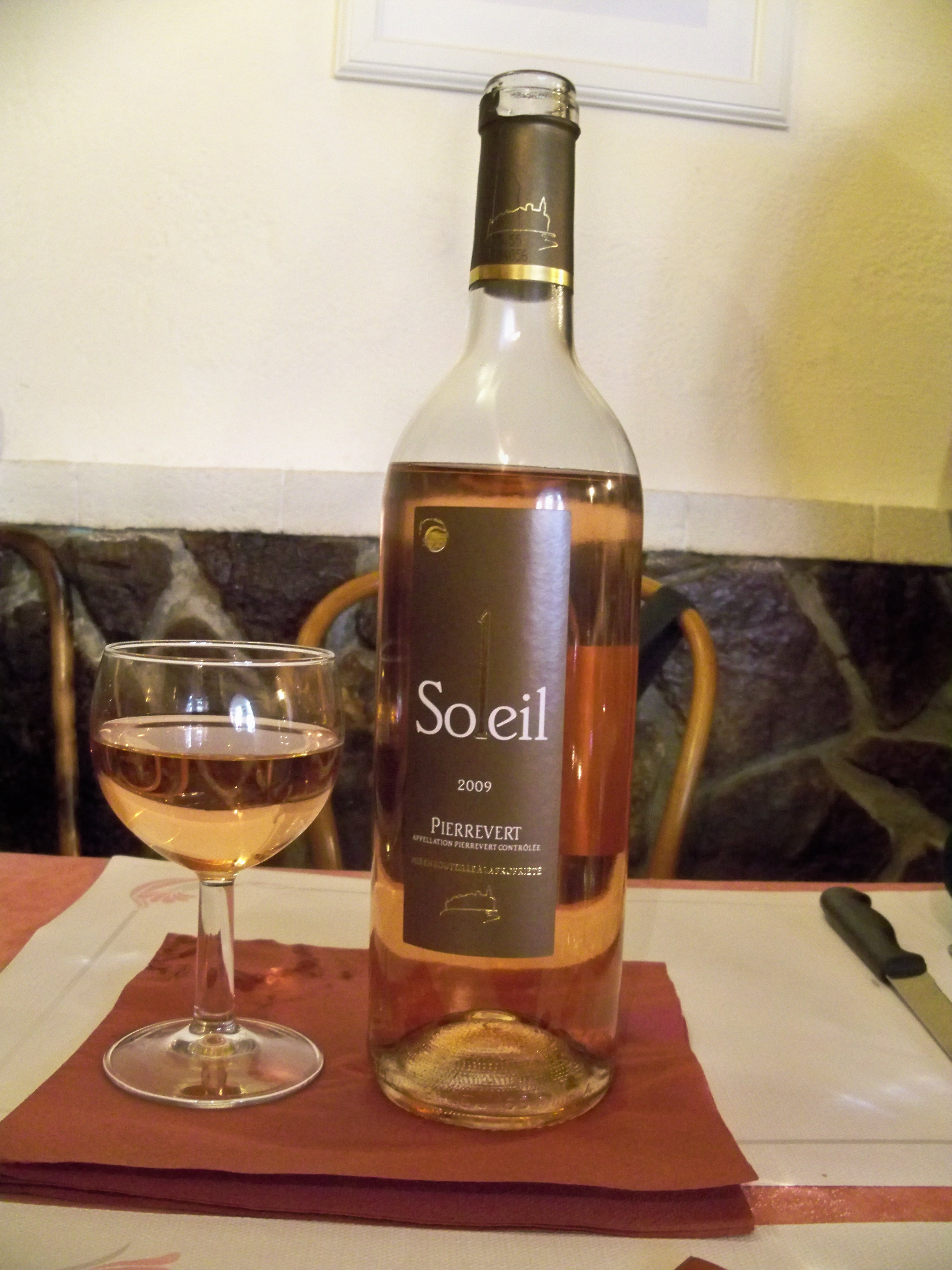
AOC Pierrevert rosé de la cave de Pierrevert

## Liste des producteurs

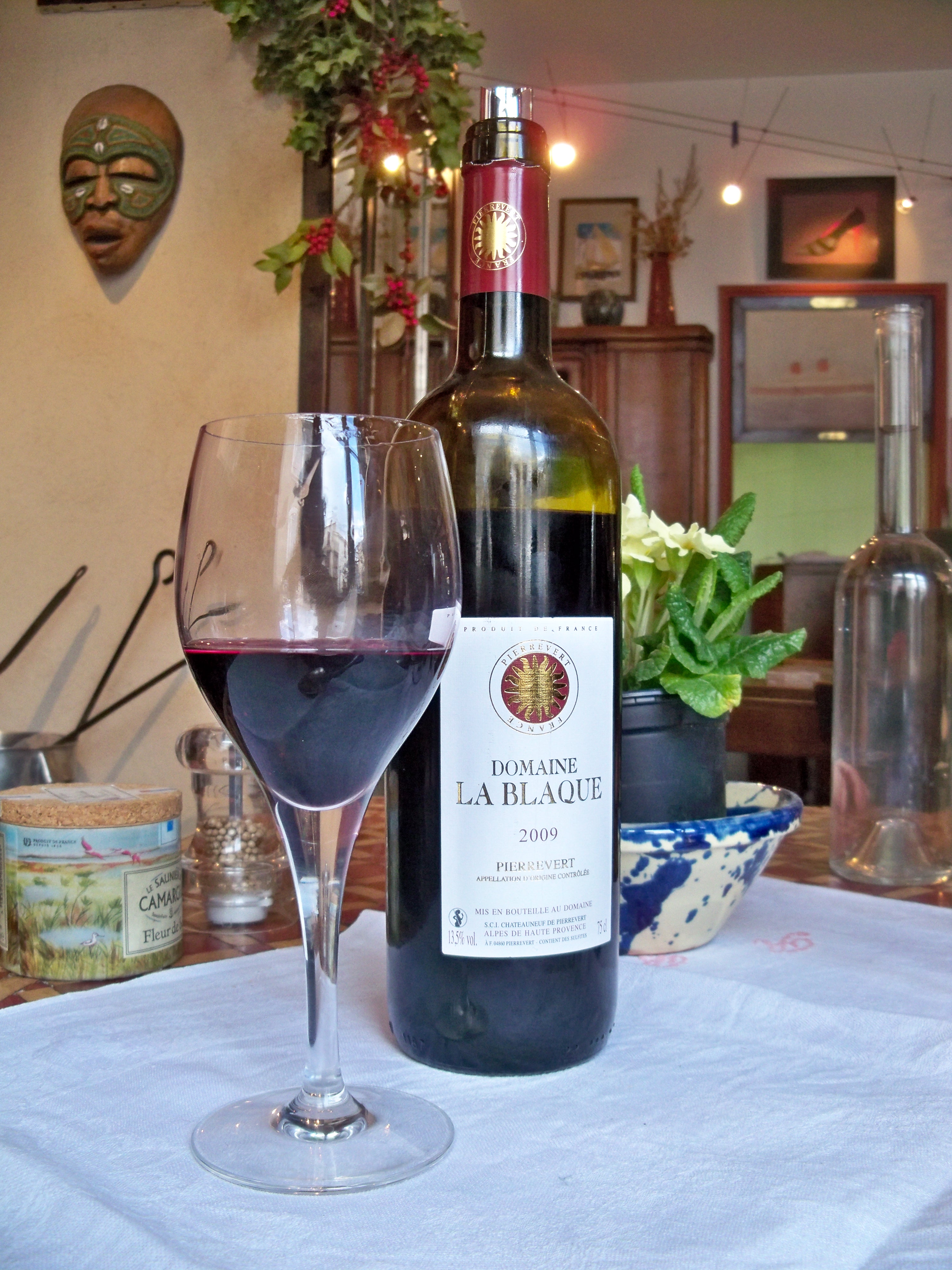
AOC Pierrevert, domaine de la Blaque

- Cave des vignerons de Pierrevert (Petra viridis), provenant de la fusion de toutes les caves coopératives départementales (Pierrevert, Quinson, Manosque, Villeneuve)
- Château de Rousset
- Domaine de la Blaque
- Domaine Saint-Jean
- Domaine de Régusse
- Domaine de la Madeleine
- Domaine Lou Roucas